# ナンシー・ペロシの台湾訪問
ナンシー・ペロシの台湾訪問（ナンシー・ペロシのたいわんほうもん）では、2022年8月2日から3日にかけて行われたナンシー・ペロシによる中華民国訪問およびその反応、訪問に起因した台湾周辺での軍事的緊張の高まりを述べる。以下、特記なき場合は、台湾訪問を「訪台」、中華民国を台湾、中華人民共和国を中国と表記する。

## 訪問の背景

### ペロシについて
訪台時点でナンシー・ペロシ（民主党）は、アメリカ合衆国下院議長を務めており、「事実上の“ナンバー3”のポジション」にある。言い換えれば、「大統領権限を継承する順位が副大統領に次ぐ2位」の立場である。対中強硬派として知られ、六四天安門事件の2年後には、実際の天安門広場で「中国の民主主義のために犠牲となった人たちへ」と書いた横断幕を掲げている。

### 1997年の下院議長訪問
1997年、当時下院議長だったニュート・ギングリッチ（共和党）が訪台している。しかしながら、1997年の訪台と今回の訪台について、オバマ政権のアジア政策を請け負ったジェフリー・ベイダーは「当時のギングリッチ議長は野党・共和党の議員で、民主党のクリントン政権とは同一視されなかった。さらにギングリッチ議長は台湾とともに中国も訪問し、米中関係の重要性もあわせて強調しており、中国の反発の度合いは今回のペロシ議長の訪問のほうがより深刻だ」と述べている。

## 台湾訪問

### 訪問までの流れ
ペロシは、1日よりアジア歴訪を開始した。2日にマレーシアより台湾へ出発した。その際の航路は、中国軍の活動が活発化している南シナ海を避け、遠回りとなる形でフィリピン領空から北（台湾）へ向かうものであった。

### ペロシの動き
2日夜、台北松山空港に到着直後、ペロシと議会代表団が声明を発表し、訪台について「台湾の活力ある民主主義を支援するという、アメリカの揺るぎない関与を示すものだ」と説明した。
3日、立法院を訪問し、「米国の議会では党派を超えて台湾を支持している。これからは互いの交流を深めていきたい」と話した。また、台湾を「世界有数の自由な社会」と形容した。
同日11時半ごろ（日本時間）より、総統府で総統の蔡英文と会談した。蔡は、ペロシを台湾とアメリカの友好関係を促進したとたたえ勲章を授与した上で、「ペロシ議長は台湾の最も揺るぎない友人」「台湾の民主主義の発展に関心を持ち続け、長期にわたって国際社会への参加を支持してくれていることに心から感謝する」などと述べた。また、中国を念頭に「民主主義の台湾が侵略されればインド太平洋地域全体の安全にとって大きな衝撃となる」「エスカレートし続ける軍事的な威嚇に対して台湾は退くことなく、民主主義の防衛ラインを堅く守り抜く」と強調した。ペロシは「世界は今、民主主義と専制主義のどちらを選ぶのか迫られている」「台湾と世界の民主主義を守るためのアメリカの決意は揺らぐことはない」と述べた。また、台湾で最高位の勲章である特種大綬卿雲勲章を授与された。午後にはウーアルカイシ（ウイグル族）、李明哲、林栄基ら中国もしくは台湾の人権活動家と面会した。
3日午後7時頃（日本時間）、台湾を発つ。その後、大韓民国、日本を訪問した。

## 中華民国の反応

### 軍事的警戒
台湾の防空識別圏へ中国軍機が進入するなど、中国による軍事的示威活動が強まったため、2日から4日正午までを「戦備強化期間」とし、警戒に努めている。

### サイバー攻撃への対応
中華民国総統府のサイトが、国外よりDDoS攻撃を受けた。サイトは約20分後に復旧している。

### 民間
ペロシの到着直後、超高層ビル台北101に、「アメリカと台湾の友好は永遠」「ありがとう、ペロシ下院議長、台湾へようこそ」といった歓迎のメッセージが映し出された。ペロシの乗る車列に歓声が上がる様子も確認された。また、ペロシが泊まるホテルの前で、星条旗などを持つ人々が集まり、ペロシを支持した。一方で親中派は、その近くで「台湾から出ていけ」などと書いたプラカードを掲げた。
また、ペロシの台湾訪問に中国が反発するなか、中国で活動する一部の台湾芸能人が「一つの中国」への支持を表明した。欧陽娜娜と楊丞琳は、微博で「中国は1つだけ」というハッシュタグを付けた。一方、田馥甄はパスタを食べる写真を投稿したところ、「（イタリア系アメリカ人である）ペロシ氏の訪台を支持している」として中国人の怒りを買い、投稿を削除した。

## 中華人民共和国の反応
中華人民共和国は、一つの中国を謳い、台湾の領有権を主張しており、今回の訪問に猛反発している。1日、戦狼外交で知られる外交官、趙立堅は「解放軍も座視してはいない」「我々は刮目して待つ」と述べ、2日には外交部が「火遊びをするものは自らを焼く」「一切の責任は米国と台湾独立派分裂勢力の責任だ」との声明を出している。また、中国外務省が3日朝に発表した、外相王毅の声明では「台湾問題で挑発してトラブルを起こし、中国の発展を遅らせようと企てるのは全くの徒労であり、必ず頭が割られて血が流れる」としている。

### 大規模な軍事演習
4日正午（現地時間、日本時間午後1時）に中国人民解放軍（中国軍）による「重要軍事演習」を開始した。7日までの予定で、台湾を取り囲むような形で行っている。中国国防省は談話で「アメリカと台湾の結託に対する厳正な抑止力だ」としている。これに対し台湾国防省は、中国が台湾の周辺海域へ、複数の方向より、複数発の弾道ミサイルを発射したことを明らかにし、「地域の平和を破壊する理性のない行動を非難」した。

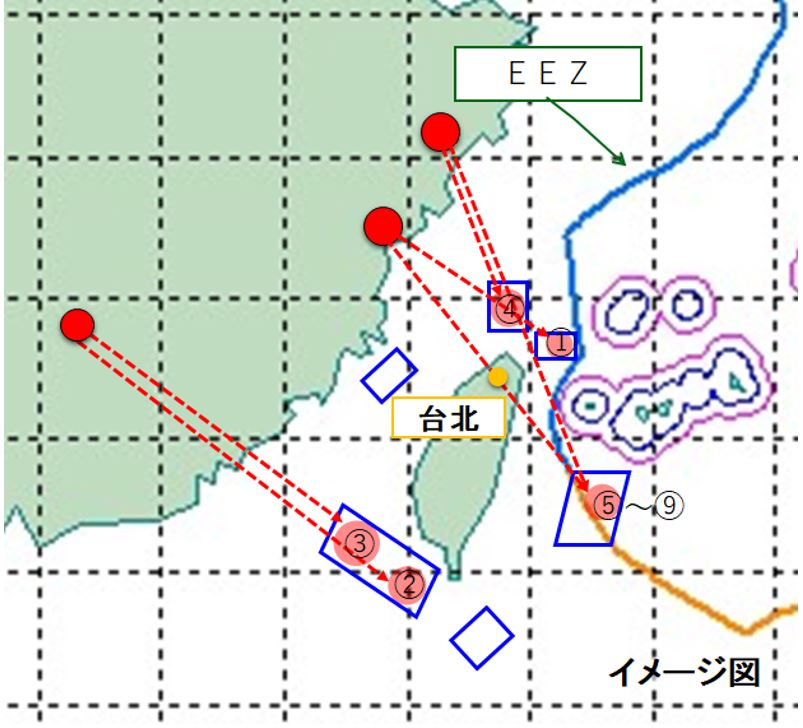
中国が発射した弾道ミサイルの推定される軌道（日本の防衛省作成、4日公表）。

また、4日午後3時から4時すぎごろにかけて中国が発射した9発の弾道ミサイルのうち、5発が日本の排他的経済水域内に落下した。そのうち4発が台湾本島上空を通過してきたものとみられる。防衛省によると、中国が発射した弾道ミサイルが日本の排他的経済水域内に落下したのは初めてのことである。日本政府の対応は後述する。
G7の外相（林芳正ら）は、中国による台湾への軍事的威圧に懸念を表明したが、これに対し中国外務省報道官華春瑩は「米国による中国の主権侵害行為の片棒をかついだ」、日本へは「台湾問題で歴史的な罪を背負っており、とやかく言う資格はない」と反発した。
16日、台湾のシンクタンク「台湾民意基金会」が発表した世論調査（20歳以上の台湾人1035人対象）で、軍事演習について、78.3%が「怖くない」と回答、「怖い」と回答したのは17.2%であり、台湾人の落ち着いた反応が浮き彫りになった。世論調査では52.9%がペロシ訪台を「歓迎する」と回答、「歓迎しない」は24.0%だった。

### 台湾への経済的威圧
中国商務省は、柑橘類・魚2種の輸入、砂の輸出を禁止するなど、台湾への経済的な圧力を強めた。

### 国家安全局による台湾人の拘束
中国中央テレビは、浙江省温州市の国家安全局が、台湾出身の男性を「国家分裂扇動の疑い」などで拘束したと報じた。

### メディアの反応
環球時報の前編集長胡錫進は、ペロシがアメリカ軍の護衛のもとに訪台するのなら、それは「侵略」であり「もし排除できなければ撃ち落とせ」とツイートした。中国中央テレビは、中国統一を支持する政党がペロシ訪台に反対していることを報道でアピールした。

### 香港
香港にあるアメリカ領事館の前では、ペロシの写真や星条旗を破壊する、卵を投げつけるといった行動が見られた。

## アメリカ合衆国の反応
報道官のジョン・カービーは、アメリカの「一つの中国政策」を損なうものではないとした上で、「この訪問が危機や紛争に拍車をかける理由にはならない」と述べた。
アメリカ海軍は、 4隻の軍艦（原子力空母ロナルド・レーガン含む）を台湾東方海域に配備した。

## その他の反応

### 大韓民国
ペロシは台湾訪問を終えると韓国に向かったが、韓国では空港での政府関係者による出迎えが無かったほか、大統領の面会も休暇を理由に実現しなかった。加えてペロシが韓国を離れ日本に向かった直後に中韓外相会談の日程が発表された。歓迎要素の極めて薄い対応には、中国を刺激しないようにする韓国政府の思惑があったのではないかとの評価もなされた。

### 日本
4日、官房長官松野博一は記者会見で、中国による軍事演習について「中国側に重大な懸念を表明した」、軍事演習の訓練区域に日本の排他的経済水域が含まれることには「日本を含む地域の平和と安定を損ないかねない」などと述べた。一方、ペロシと蔡の会談については「日本政府としてコメントする立場にはない」としている。
なお4日の夜には韓国訪問（前述）を終えたペロシが日本の横田基地に到着。外務副大臣の小田原潔が滑走路にて出迎えた。翌5日には内閣総理大臣の岸田文雄が官邸にペロシを招き朝食会を開催。両者（日米）は、台湾海峡の平和と安定を維持するために引き続き緊密に連携していくことを確認した。

### ロシア連邦
ロシア外務省は、ペロシの訪台について、中国に対する挑発行為であると非難している。同省報道官マリア・ザハロワは「ロシアは『一つの中国政策』の原則を確認し、いかなる形であれ、台湾の独立に反対する」と表明した。また、SNSには「米政府が世界を不安定化させている。（米国が）過去数十年間で解決できた紛争は一つもない。多数引き起こしている」と投稿している。

### 「第4次台湾海峡危機」の懸念
1996年に起こった「第3次台湾海峡危機」に続く「第4次台湾海峡危機」の勃発を危惧する声が挙がっている。

### 「ペロシ・ショック」
ペロシの訪台に伴うチャイナリスクの一つとして「ペロシ・ショック」という造語が使われている。加藤嘉一は、「ペロシ・ショック」は「決して言い過ぎではない」との記事を寄稿した。